# Hidrometeoro
Os hidrometeoros são todos os meteoros aquosos, formados pela água tanto na forma gasosa (nuvem e nevoeiro) como na forma líquida e sólida. Apresentam-se sob a forma de depósito ou de precipitação (o excesso de gotículas d'água cai por efeito da gravidade).
Depositados:
- Orvalho - gotas d'água depositadas por condensação direta do vapor d'água, principalmente nas superfícies horizontais resfriadas pela radiação noturna.

- Geada - cristais de gelo fino, que se depositam nas condições semelhantes das que formam o orvalho, somente que a temperatura à superfície deve ser igual ou inferior a 0°C.

- Escarcha - quando existe nevoeiro superesfriado camadas brancas de cristais de gelo depositam-se do lado do vento formando camadas ou pontas cônicas, em superfícies verticais, nas pontas e arestas de objetos sólidos.

- Sincelos - pequenas colunas de gelo pendentes formadas pela congelação da água do orvalho ou da neve derretida que escorre da beira dos telhados, quando a temperatura está abaixo de 0°C.

Precipitados:
- Chuva - gotas d'água com diâmetro mínimo de 0,5mm.

- Chuvisco - gotas d'água com diâmetro menor que 0,5mm.

- Neve - precipitação sólida (flocos de neve).

- Granizo - grãos de água congelada, diâmetro entre 2 e 5mm.